# ニャオペ

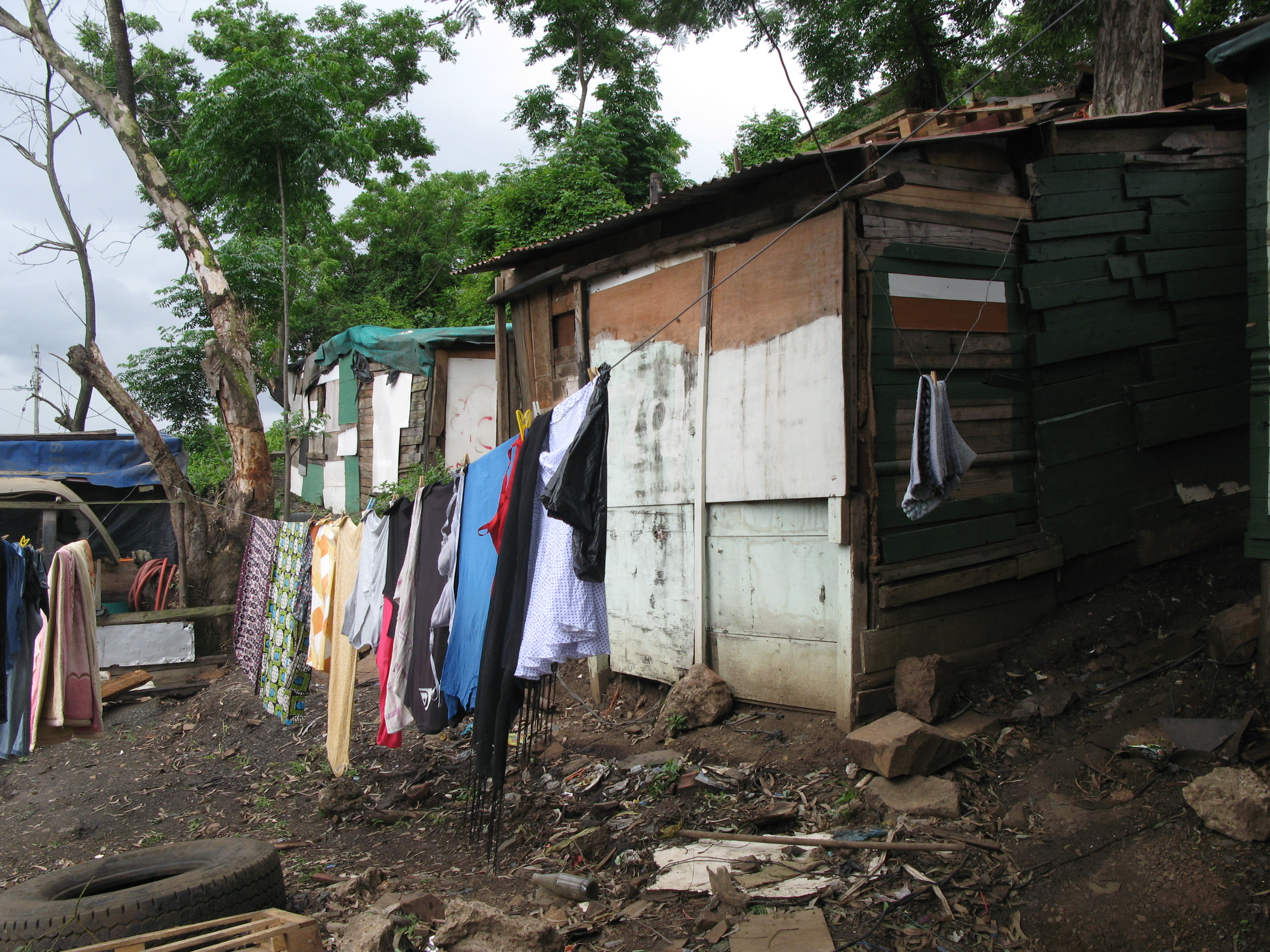
ダーバンのスラム

ニャオペ（nyaope）は、ヘロインを元にいくつかの薬剤などを混合した麻薬。ウーンガ（Whoonga、あるいはwunga）とも。
2009年頃から南アフリカ共和国で広く乱用されているダウナー系ドラッグ。
使用はダーバンの貧民層に集中しているが、南アフリカの他の地域にも広がっているとされる。
日本では、TBSのテレビ番組「クレイジージャーニー」(2019)を始めとする丸山ゴンザレスによるレポートでその存在が知られるようになった。

## 概要
ニャオペは超強力なマリファナのブレンド品であるとしてディーラーから売られることがあるが、このドラッグの主な中毒性はヘロインに由来する。ニャオペのディーラーはより多くの利益を得るため、他の粉末状の物質を混合してかさ増しを行う。かさ増しに用いられる物質は、医薬品から殺鼠剤、粉末洗剤に至るまで多岐にわたる。ニャオペは単品でもヘロインに由来する非常に強い中毒性があり、路上で販売されているミックス品にはどんな有毒物質がどのように入れられているかを知る方法がないため、より危険で大きな問題となっている。含有される成分は様々で、販売される場所と取り扱うディーラーによっても異なる。
このドラッグにはHIV治療用の抗レトロウイルス薬（特にエファビレンツ）が含まれているとされるが、サンプルの分析では検出されておらず、警察は「ディーラー達はかさ増しのために”なんでもぶち込む (all sorts of stuff)”」と語っている。この粗悪なかさ増しについては、「Vice」誌のハミルトン・モリス(Hamilton Morris）による2014年のドキュメンタリービデオ「Getting High on HIV Medication」でレポートされた。

## 使用者
ニャオペはレクリエーショナル・ドラッグとして使われ、強い陶酔感、深い満足感とリラックスが得られ、食欲を低下させる。この効果は摂取後、約2時間から4時間ほど続くとされる。
ニャオペは通常、マリファナと混合して紙巻 (joint)の形で喫煙摂取される 
が、水溶し静脈注射によって摂取されることもある。
値段は、1服あたり約30 南アフリカランド（2018年4月現在で約2.5USドル）との報告がある 。
別の報告によれば、ニャオペ中毒者は1日に数回以上の摂取を必要とするが、しかし常用者には法定収入以下の収入しかない者が多く、ドラッグを買う余裕がないほど貧しい。ニャオペ中毒者の中には、庭師や自動車整備などの軽作業に従事するものもいるが、彼らの中には購入資金を調達するために犯罪に手を染めるものもいる。
南アフリカでは医療当局から抗レトロウイルス薬がHIV患者に無料で配布されているため、ニャオペ中毒者が故意にHIV陽性になろうとしていると主張する報告があるが、この主張は、一部の常習者はすでにHIV陽性であり、2回目の投与を受けるため別人を装ってクリニックに申請しているためと推測される。こういった中毒者の中には、複数の診療所で薬を申請するものもある。
「The Sowetan」紙の報告によれば、ニャオペ中毒と戦うために設立された組織「Whoonga Free」は資金不足のため2011年3月に崩壊したとされる。
2017年初頭、「ブルートゥース」（Bluetoothにちなんで名付けられた）と呼ばれるテクニックが地元メディアによって確認された。これはドラッグの高揚感を分けてもらうために、ニャオペ使用者から注射器で血液を抜いて自分に輸血する手法である。ブルートゥースは、ドラッグによる高揚感をより経済的に共有するために行われているとされているが、実際にはその場合の血液中には被輸血者がハイになるほどの薬物が含まれていることは確認できなかった  。このテクニックはストリートでは前例のない手法であるが、メディアに写真が掲載された男性は「それはどこかのジャーナリストが撮ったただの写真で、ただの作り話さ (it was a picture that somebody took, a journalist, and that story was just made up.)」と語った。

## 有害な影響
ニャオペの使用から通常6時間から24時間後に、以下のような不快な副作用が発症する。代表的な副作用として、苦痛を伴う胃けいれん、腰痛、発汗、悪寒、不安、落ち着きのなさ、うつ病、吐き気、下痢などがあげられる。より深刻な副作用としては、内出血、胃潰瘍、更には死に至る 。

## 抗レトロウイルス薬の含有について
ニャオペは、原料のひとつにHIV治療のために処方された抗レトロウイルス薬を含んでいることで知られている
しかし、「ニャオペに抗レトロウイルス薬が含まれている」というのは単なる都市伝説にすぎないという異議も唱えられている。
1つの主張として、ニャオペには大麻 、メタンフェタミン 、ヘロインなどの古典的な向精神薬が含まれており、これらはHIVの治療に使用されるリトナビルや抗レトロウイルス薬との相互作用によって効果が強化される。リトナビルは、MDMAなどの一部のストリートドラッグの効果を強化、または効果時間を延長すると考えられている 。
別の主張では、ニャオペには向精神性の副作用を持つ別の抗レトロウイルス薬であるエファビレンツが単独または上記の成分と一緒に含まれているというものがある。デビッド・グレロッティ博士(Dr. David Grelotti)は、エファビレンツには「特に鮮やかでカラフルな夢やその他の中枢神経系への影響を引き起こすよく知られた傾向がある。それは大麻、メタンフェタミン、ヘロイン、その他の違法薬物の影響を高める可能性があるかもしれない」と述べている。
AIDSの専門家は、抗レトロウイルス薬の成分がニャオペの高揚効果を増強する可能性は低く、使用者が自己暗示している可能性があると指摘している。
ニャオペのサンプルの実験室レベルの分析結果では、その組成に抗レトロウイルス薬は含まれておらず、分析を担当した医学者は、抗レトロウイルス薬は含まれていないと結論付けた。
南アフリカ警察と薬物リハビリセンターの専門家は、ニャオペは昔ながらのヘロインベースの混合薬物の単なるブランド変更だと語っている。
南アフリカ警察組織犯罪課は、「麻薬の売人たちは、販売するドラッグの量を増やし、ヘロインの売り上げを上げるために、ヘロインをあらゆる物でかさ増しする。添加されたものの多くは効果がなく、ドラッグユーザーは何が入れられているのか何も知らない」と語る。
ニャオペを作るために使用されるとされる抗レトロウイルス薬は、政府の治療プロジェクトでHIV患者に配布されているものの一部である。抗レトロウイルス薬の主な供給源はHIV患者から強盗によって搾取したもので、報道によれば、患者が診療所を出て薬局で処方薬を入手する際に強盗にあっている。また別の報告によれば、一部の患者は処方されたHIV薬を転売しており、一部の腐敗した医療従事者が抗レトロウイルス薬を不法に麻薬市場に流している可能性もある。
ハーバード大学公衆衛生学部の研究者は、ニャオペを吸うHIV患者が抗レトロウイルス薬に耐性を持つ変異したHIVウイルスの感染を拡大させる可能性への懸念を表明している。薬剤耐性を持つHIVウイルスは、HIV薬であるエファビレンツとリトナビルを娯楽目的で使用することにより増加しており、ニャオペ使用者だけでなく非使用者に対しても抗ウイルス薬の効果がなくなっている。ある研究によると、ニャオペが使用されている地域のHIV患者の3％から5％が、HIVの治療に使いられる抗レトロウイルス薬に対して「治療前の耐性 (pre-treatment resistance)」を示していた。

## 法的根拠
2013年2月の時点で、南アフリカ法務および憲法開発局 (the South African Department of Justice and Constitutional Development)は、1992年の麻薬および麻薬密売法140条 (Drugs and Drug Trafficking Act 140 of 1992)を改正し、麻薬の所持および密売を違法とする過程にある 。

## 参考項目
- en:Gray death - 合成オピオイドの混合ドラッグの一種を指す隠語

## Notes
1. 1 2  “Nyaope to be officially classified”.   Sowetan Live (2013年2月28日). 2013年4月11日閲覧。
2. ↑   http://ewn.co.za/2017/08/25/ rights-group-raids-on-hijacked-buildings-not-solving-core-issues
3. ↑   https://www.houghtonhouse.co.za/articles/nayope-addiction/
4. ↑  Hamilton Morris (2014年4月22日). “Getting High on HIV Medication”.   Vice magazine. 2015年3月18日閲覧。
5. ↑  “Nyaope / Whoonga” (英語). MobieG. (2014年6月21日) 2017年2月2日閲覧。
6. 1 2 3  “Signs and symptoms of the use of Dagga and Nyaope” (英語). Ridge Times. (2015年12月21日) 2017年2月10日閲覧。
7. ↑  “NYAOPE BLOOD SHOCK!” (英語). DailySun 2017年2月10日閲覧。
8. ↑  Tshipe, Lerato (2017年2月1日). “'Bluetooth' drug craze sweeps townships | IOL”. Pretoria News 2017年2月3日閲覧。
9. 1 2  Fihlani, Pumza (2011年2月28日). “'Whoonga' threat to South African HIV patients”. BBC News 2019年12月24日閲覧。
10. 1 2 3  New drug sweeping South Africa – Al Jazeera English Report (video, 2:15 min)
11. ↑  Corrine Louw: Whoonga Battle Lost. The Sowetan, 12 April 2011
12. ↑  https://www.iol.co.za/news/bluetooth-drug-high-impossible-10686212
13. ↑  https://bhekisisa.org/article/2017-02-15-00-bluetooth-the-myth-that-fooled-a-nation/
14. 1 2 3 4 5  。Richard Knox: Dangers of 'Whoonga': Abuse Of AIDS Drugs Stokes Resistance. National Public Radio, 18 December 2012
15. ↑  Ronelle Ramsamy: Deadly Gamble Archived 6 December 2011 at the Wayback Machine.. Zululand Observer, 2010
16. 1 2  Donna Bryson: AIDS drugs stolen in South Africa for 'whoonga' . Associated Press, 28 November 2010
17. 1 2  Rat Poison & Heroin, Samora Chapman, Mahala, 2013
18. ↑  Ayanda Mdluli, Branden Ward and Daniel Whitehorn: Whoonga drug spreads rapidly. Website of the Sunday Tribune on 21 June 2010 (retrieved 5 November 2010)
19. 1 2 3 4  Masood Boomgaard: Whoonga Whammy. Independent Online, 28 November 2010
20. ↑  Slindile Maluleka: Dagga muffins back at schools. Independent Online, 8 November 2010
21. ↑  Kwa Dabekaa: Heroin's Handmaiden. Dispatches, Canadian Broadcasting Corporation, 28 July 2011
22. ↑  Bryson, Donna (2010年11月20日). “'Whoonga' drug: a new twist in S.Africa's AIDS war”. Associated Press 2010年11月22日閲覧。
23. ↑  Subashi Naidoo:  'Two pulls and I was hooked'. Addicts mug patients for ARVs. Times Live, 28 November 2010
24. ↑   http://www.voxxi.com/hiv-drug-resistance-whoonga/ [リンク切れ]

## References
- New drug sweeping South Africa – Al Jazeera English Report (video, 2:15 min)
- Ayanda Mdluli, Branden Ward and Daniel Whitehorn: Whoonga drug spreads rapidly. Website of the Sunday Tribune on 2010-6-21 (retrieved 2010-11-5)
- Donna Bryson: AIDS drugs stolen in South Africa for 'whoonga' . Associated Press, 2010-11-28
- Masood Boomgaard: Whoonga Whammy. Independent Online, 2010-11-28
- Anders Kelto: Heroin's Handmaiden. Dispatches, on CBC Radio One, 2011-2-24 (audio, 14:51 min)
- Samora Chapman: POISON AND HEROIN, Mahala, 18 September 2013